# 나포주

나포주의 위치

나포주(스페인어: Provincia de Napo)는 에콰도르 중부에 위치한 주로 주도는 테나이며 면적은 12,542.50km2, 인구는 103,697명(2010년 기준), 인구 밀도는 8.3명/km2이다. 1959년 10월 22일에 신설되었으며 5개 지방 자치체를 관할한다. 주 이름은 나포강에서 유래된 이름이다. 북쪽으로는 수쿰비오스주, 동쪽으로는 오레야나주, 남쪽으로는 파스타사주, 서쪽으로는 피친차주, 코토팍시주, 퉁구라우아주와 접한다.

주기

## 같이 보기
- 에콰도르의 주